# FSR Tarpan
Tarpan is de merknaam van verschillende kleine vrachtwagens die door de Poolse fabrikant Fabryka Samochodów Rolniczych (FSR) in Poznań gebouwd werden.

## Geschiedenis
FSR was een fabrikant van landbouwmachines. In 1973 begon de productie van auto's onder de naam Tarpan, vernoemd naar een wild paard. Het eerste model was de Tarpan 233. Het model was als pick-up met enkele of dubbele cabine en als combi verkrijgbaar. Het chassis en de motorisering waren gelijk aan de FSC Żuk. Later werd ook de motor van de Polski Fiat 125p leverbaar.
De Tarpan 235 verscheen in 1978. Deze had een nieuw, versterkt chassis, een nieuwe voorwielophanging en een gemodificeerde carrosserie. Het laadvermogen was 1 ton. Afgeleid hiervan waren de Tarpan 237, 237 D en 239 D, laatstgenoemden hadden een dieselmotor. Het prototype Tarpan Tarpaniello werd rond 1980 gepresenteerd, veel onderdelen daarvan waren afkomstig van FSO.
Tussen 1973 en 1976 zijn 8533 auto's gebouwd, in 1977 steeg het productieaantal tot meer dan 5000 auto's en in 1978 tot meer dan 6000 auto's. Medio jaren '80 werden jaarlijks ongeveer 4000 auto's gebouwd. De Tarpan werd ook geëxporteerd door het toenmalige staatsbedrijf voor buitenlandse handel Pol-Mot, onder meer naar Griekenland.
In 1988 werd de Tarpan Honker gepresenteerd, ontstaan in samenwerking met Iveco, de motoren en het chassis kwamen van Fiat en Nissan. Naar keuze waren een benzinemotor met 82 pk of een dieselmotor met 106 pk leverbaar. Later werden ook motoren van de FSO Polonez en andere motoren leverbaar. Dit model was ook als bestelwagen of pick-up verkrijgbaar. In 1996 eindigde de productie, toen de fabriek werd opgeheven. Daewoo Motor Polska kocht in 1996 een licentie en delen van de onderneming en zette de productie van de Honker voort zonder de naam Tarpan verder te gebruiken.

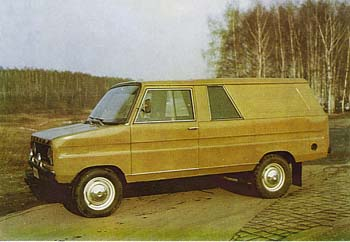
Tarpan 233
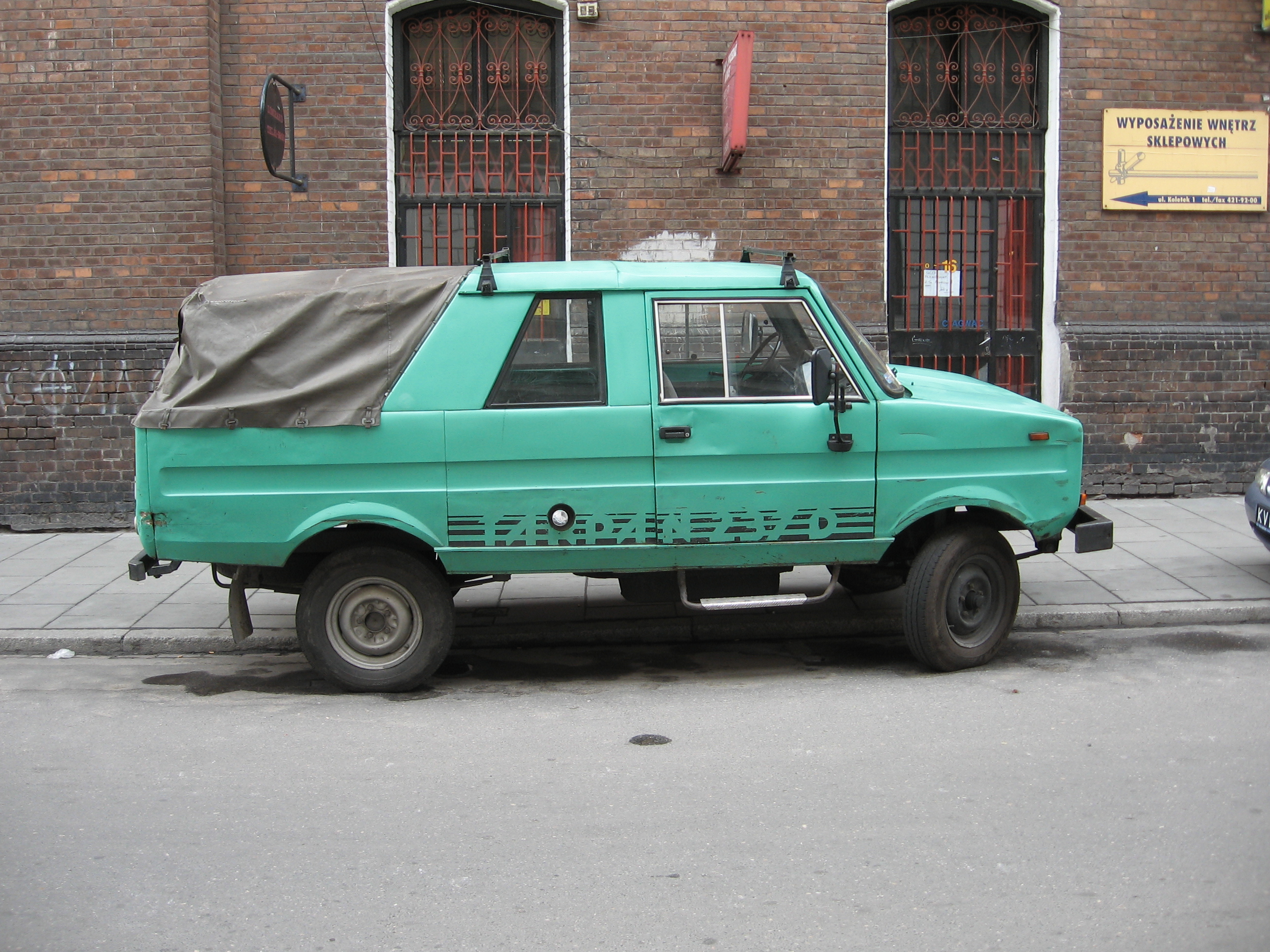
Tarpan 237 D
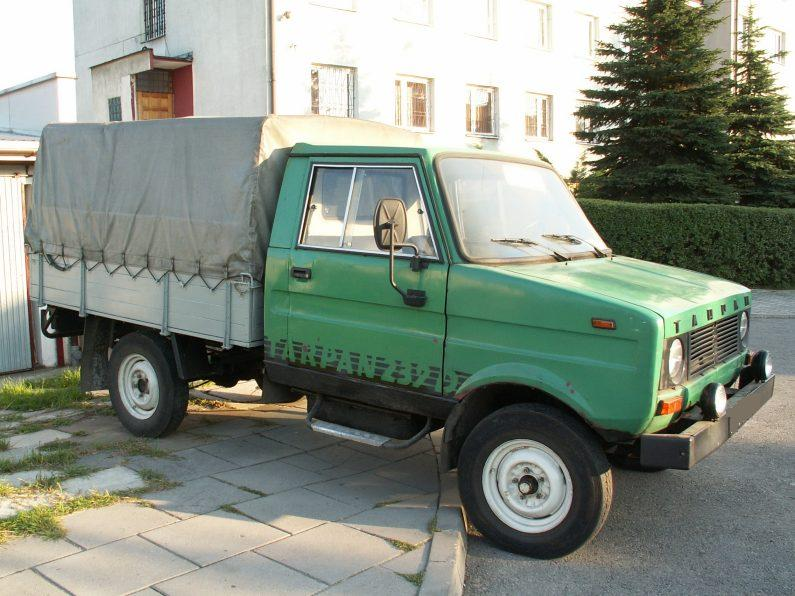
Tarpan 239 D
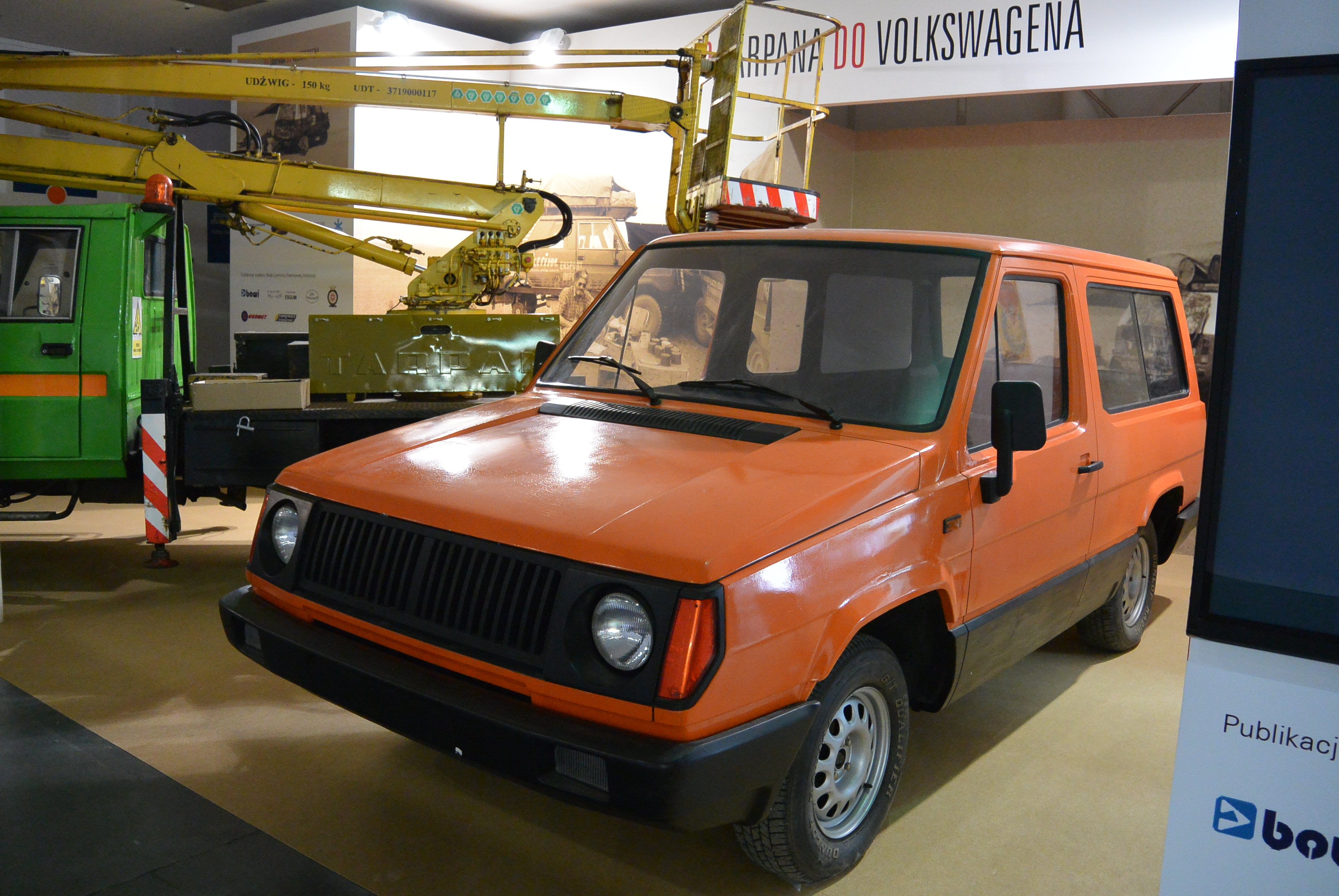
Tarpan Tarpaniello
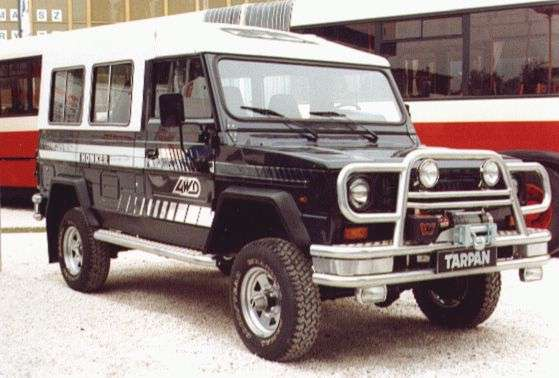
Tarpan Honker